# Tabanus haimovitchae
Tabanus haimovitchae är en tvåvingeart som beskrevs av Surcouf 1909. Tabanus haimovitchae ingår i släktet Tabanus och familjen bromsar.
Artens utbredningsområde är Madagaskar. Inga underarter finns listade i Catalogue of Life.